# Bet Xearim
Bet Xearim és un parc nacional d'Israel que inclou nombroses restes arqueològiques d'una necròpolis jueva. Els jaciments, situats prop de Qiryat Tivon i a 20 km al sud-est de Haifa, foren trobats per pagesos de la rodalia a finals dels anys vint. Actualment, s'han excavat prop de 30 coves, d'entre les quals algunes són obertes als visitants.

## Necròpolis
Construïda a la part occidental de la Baixa Galilea, Bet Xearim florí entre els segles II i IV dC Tot un sistema de patis, passadissos i escales duu a les catacumbes, on es troben nombroses cambres mortuòries i sarcòfags de pedra. Aquestes cambres i catacumbes són decorades amb baixos relleus, epitafis i frescos. Algunes de les cambres excavades eren tancades amb portes de pedra, que eren decorades per a simular portes de fusta.
Els baixos relleus i les imatges són representatius de l'art popular jueu del període romà. Entre els motius religiosos jueus destaquen canelobres de set braços, l'Arca de l'Aliança, xofars (banya de moltó) i branques de palmera i de llimona; i entre els motius grecs, la representació de diverses divinitats com ara Eros, Afrodita o les Amazones. Entre els temes no religiosos destaquen vaixells, animals, figures humanes i dissenys geomètrics.

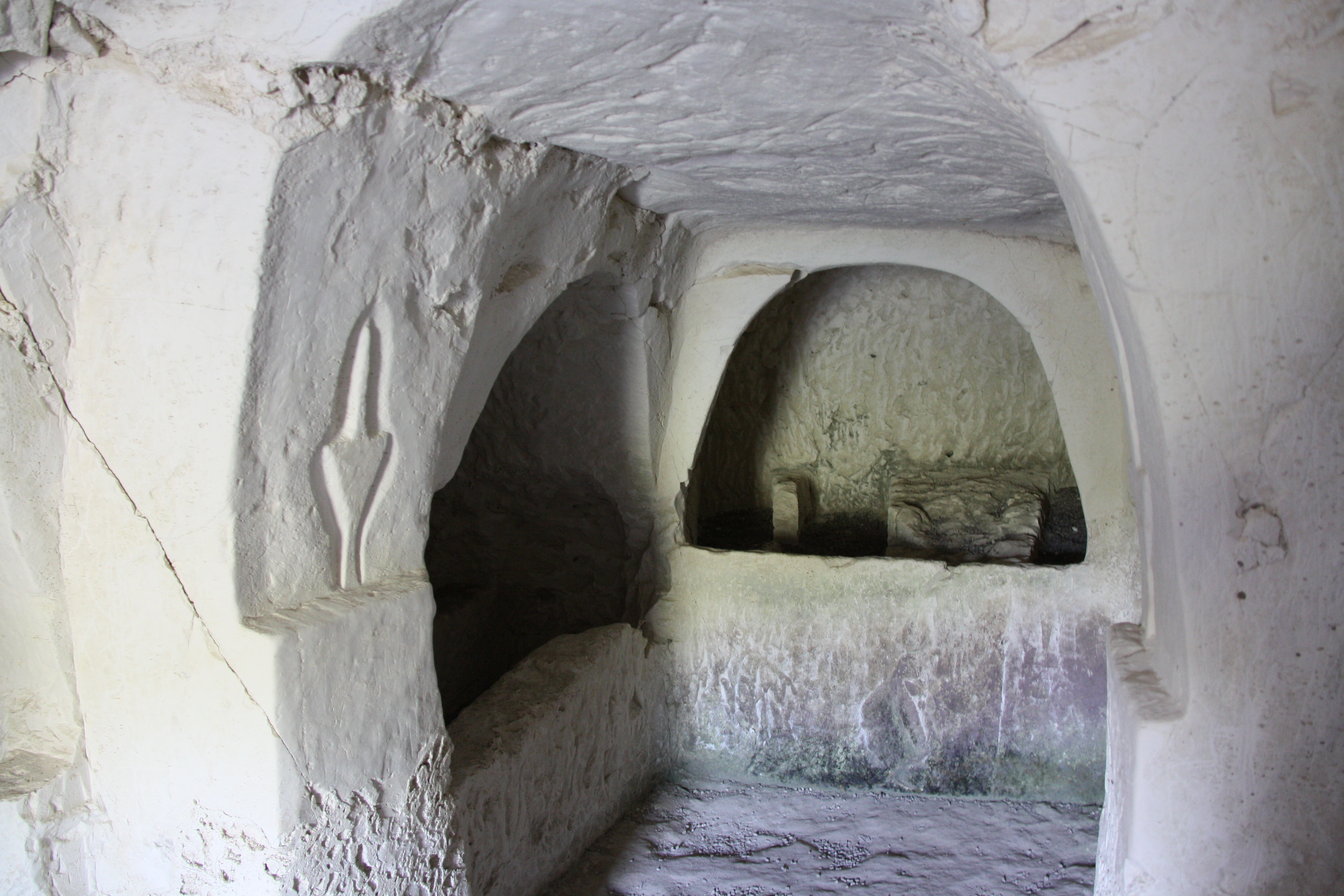
La cova de Lulav

Malgrat que la majoria d'epitafis són escrits en grec, que en aquella època era la lingua franca de la regió, també se'n poden trobar en hebreu i en arameu. La majoria d'inscripcions inclouen el nom i l'ofici de la persona i, de vegades, també el lloc de naixement. La majoria dels enterrats eren habitants de la regió, però també n'hi ha d'originaris de Palmira i Antioquia de l'Orontes (Síria); Sidó, Tir i Beirut (Líban); i de ciutats del nord de Mesopotàmia i d'Aràbia.

### Història
Bet Xearim gaudí de molta importància durant el segle iii, quan el rabí Yehudah ha-Nassi s'hi instal·là, i amb ell el Sanedrí. Tot i que posteriorment se n'anà a Sèpforis, presumptament fou enterrat aquí quan morí cap a l'any 220. Des d'aleshores Bet Xearim es considerà lloc sagrat del judaisme i esdevingué un centre de culte important durant el període misnaïc i el talmúdic.